# 五香粉
五香粉（ごこうふん、ウーシャンフェン）は、中国のほぼ全ての地域の料理で主に使われる5つ以上の香辛料からなるミックススパイスであり、その他のアジア料理やアラビア料理でも頻度は低いものの使われる。
5種類のスパイスをブレンドしたものと明示されることも多いが、この5種類のスパイスに限られているわけではない。市販品の場合でも、メーカーによって使用するスパイスは異なり、それぞれの配合割合も異なる。開高健によれば、五香粉の五とは「多い」「複雑」などの意味だという。
材料の臭み消しや香りつけに用いられる。
排骨の様にカレー粉で代用することもある。

## 原料
多くのレシピが存在するが、一般的な原料は
- 八角
- 丁香（チョウジ、クローブ）
- 肉桂（カシア）
- 花椒（山椒を代わりとして使うことが可能）
- 小茴香（ウイキョウ、フェンネル）

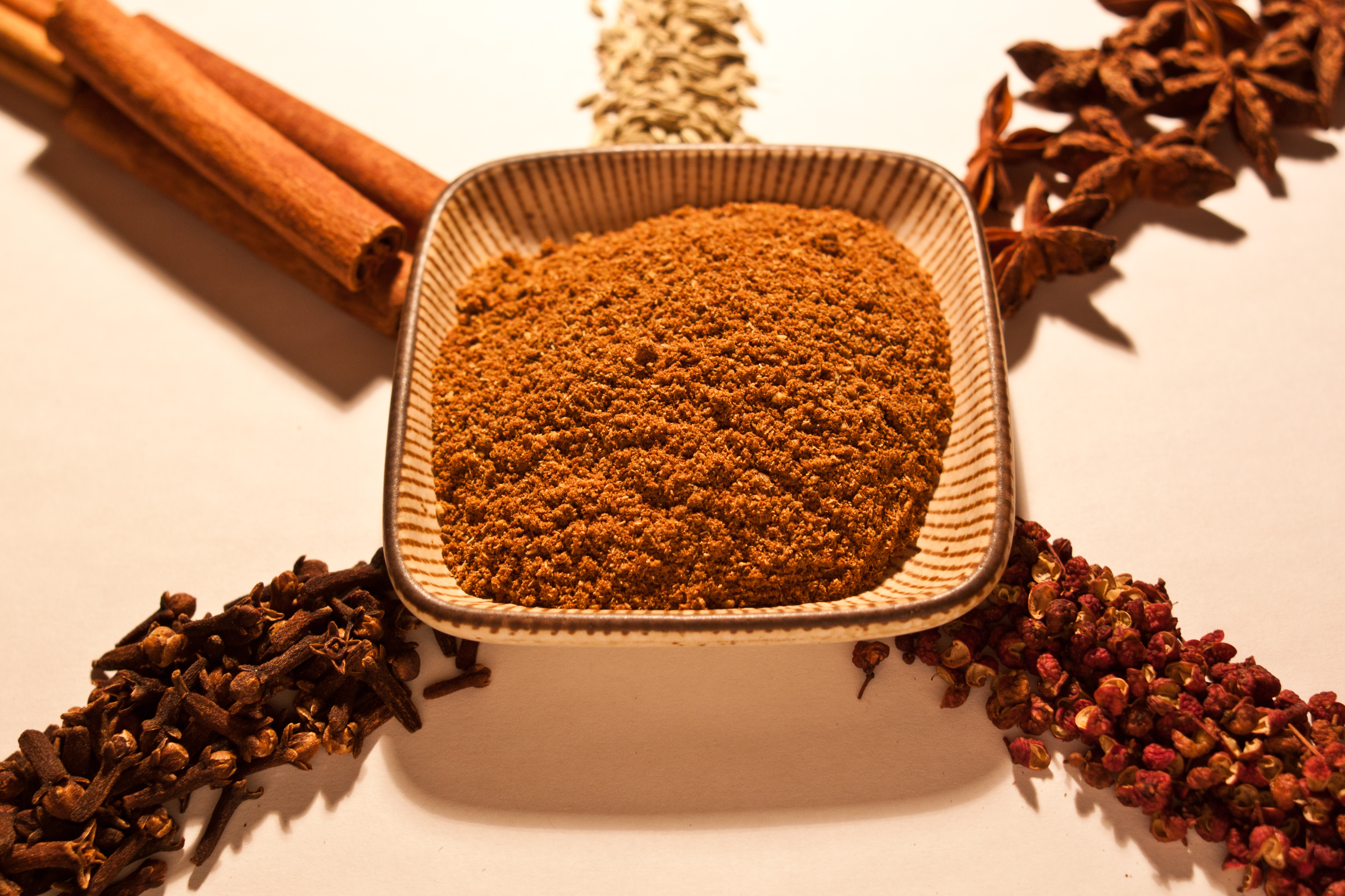
五香粉（中央）の一般的な原料は（左上から時計回りに）肉桂、小茴香、八角、花椒、丁香である。

である。その他のレシピでは、アニスの種子、生姜、ナツメグ、ウコン、砂仁、白豆蔻（カルダモン類）、甘草、陳皮、ガランガルが使われることもある。
中国南部では、サイゴンシナモン（Cinnamomum loureiroi）と陳皮が、肉桂と丁香の代替品として一般的に使われる。

## 引用文献
1. ↑  “High Five: Chinese Five Spice Powder”.   Foodreference.com (2009年1月21日). 2012年2月9日閲覧。
2. ↑  『アンアン料理帖・秋』マガジンハウス, 2011年, p.74
3. ↑  喜多尾祥之『魔味探求 五感が覚醒、男の深夜めし。』マガジンハウス, 2008年, p.108
4. ↑  開高健『最後の晩餐』文藝春秋, 1979年, p.236
5. ↑  Chinese Five Spice at The Epicentre